# Мастер Амасиса

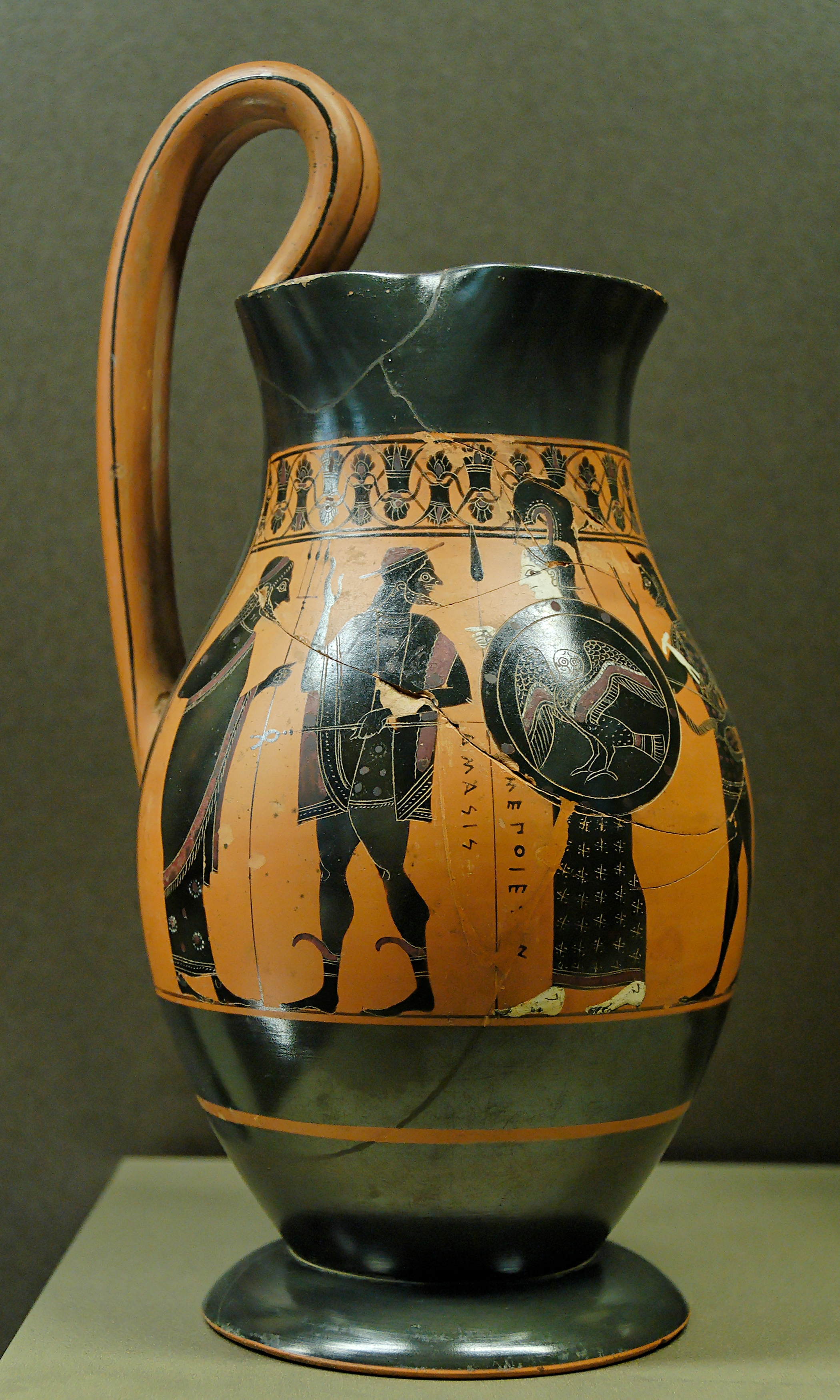
Ольпа работы вазописца Амасиса. Лувр.

Амасис — условное имя древнегреческого вазописца, работавшего в стиле чернофигурной вазописи в 550—510 гг. до н. э. в Афинах. Настоящее имя вазописца не сохранилось, своё условное имя он получил по имени гончара Амасиса, чьи соответствующим образом подписанные работы расписывал художник.
К творчеству вазописца Амасиса относят около 90 вазописных работ. В ранних работах Амасис следовал старым традициям изображения: изображённые тела людей вытянуты, у них несоразмерно маленькие головы и угловатые движения. В отличие от своих предшественников Амасис сумел вдохнуть жизнь в изображения. Он смягчил существовавшие формы изображения и обогатил их новыми композициями. Образы людей со временем стали отличаться большей полнотой и лучиться жизненной энергией. Скорее всего, такие изменения в творчестве вазописца привнёс появившийся к 540 г. до н. э. краснофигурный стиль вазописи, обладавший невиданными ранее художественными возможностями. Амасис попытался перенести их в свои чернофигурные работы. В отличие от более молодых коллег, таких как Андокид, на которого по всей видимости ориентировался Амасис, он остался верным чернофигурной вазописи.